# Birkesaft
Birkesaft er en sød saft, som man tapper om foråret fra birketræet, ved at bore et hul ind gennem barken.
Tapningen foregår ved at at bore 1-2 cm ind i træet og montere et rør, eller en slange forbundet til en beholder, hvor saften kan løbe ned. Efter tapning lukkes hullet med en stump gren fra træet, for at mindske risikoen for skade, og svamp i birketræet.
Når saften er frisk er den farveløs, men efter to-tre dage vil den begyndte at fermentere, hvorved den bliver mere sur.
Birkesaft kan drikkes rent, bruges til madlavning som sødemiddel eller koges ind til birkesirup. Traditionelt har det været en almindelig drik i den boreale klimazone.